# 카트린 리베이로 + 알프
카트린 리베이로 + 알프(Catherine Ribeiro + Alpes)는 보컬 카트린 리베이로를 중심으로 기타 파트리스 물레가 1968년에 결성한 밴드이다.

## 소개
카트린 리베이로는 포르투갈 이민자의 딸로 아버지는 말없는 노동자, 어머니는 폭력적이었다고 한다. 불안정한 어린시절은 보내던 그녀는 정신병원에서 치료도 받고 하다가 파리로 올라와 히피성향의 친구들과 함께 지내게 된다. 밥 딜런의 노래를 불러보기도 하고 모델이나 배우 일을 하기도 하던 그녀는 함께 음악을 하던 파트리체 물레와 뤽 물레 형제들을 만나게 된다.
그들은 1집에서 카트린 리베이로 + 2비스라는 이름으로 활동했다. 2 Bis는 카뜨린과 파트리체가 연습하던 동네의 번지수였다. 그러다가 그들은 정상을 노려야 한다는 의미로 밴드명을 알프스로 바꾼다. 카뜨린은 정상에 서서 태양을 응시하라고 말했다.
음악적 스타일은 포크와 싸이키델릭 록에 기반하고 있지만 아방가르드적인 요소도 다수 포함하고 있다. 핑크 플로이드, 아쉬 라 템펠, 탠저린 드림 등 다양한 뮤지션들의 영향을 받은 스타일을 들려준다. 가사는 정치적이거나 사회적 이슈를 많이 다루며 대부분 카트린 리베이로가 쓴 것이다. 리베이로의 광기어리고 혼돈스러우며 표현력 좋은 노래 스타일은 유명하다.
1981년 해산했다. 2005년 카트린 리베이로의 복귀를 도운 것은 베이스인 프란시스 캄펠로다. 원 기타리스트 파트리체 물레는 밴드 밖에서 음악적 기술적 지원을 하고 있다.

## 음반 목록
- Catherine Ribeiro + 2Bis (1969) (as 2Bis)
- N° 2 (1970)
- Ame Debout (1971)
- Paix (1972)
- Le Rat Dèbile Et L'Homme Des Champs (1974)
- Libertes (1975)
- Le Temps De L'Autre (1977)
- Passions (1979)
- La Deboussole (1980)